# Де Блоне, Годфруа
Годфруа де Блоне (фр. Godefroy de Blonay; 25 июля 1869, Нидершёнталь, Швейцария — 14 февраля 1937, Бискра, Алжир) — швейцарский барон, член Международного олимпийского комитета.
В составе Международного олимпийского комитета с 1899 года, первый представитель Швейцарии в этой организации, ближайшее доверенное лицо основателя и второго президента МОК барона Пьера де Кубертена. Когда Кубертен во время Первой мировой войны присоединился к французской армии, Блоне заменил его на посту президента МОК, как представитель нейтрального государства, и исполнял возложенные на него обязанности с января 1916 по январь 1919 года.
Годфруа Де Блоне был одним из основателей Швейцарского олимпийского комитета, образованного в 1912 году, и до 1915 года занимал пост президента этой организации.